# 桐山孝信
桐山 孝信（きりやま たかのぶ）は日本の法学者。専門は国際法学。大阪市立大学教授。

## 略歴
1981年大阪市立大学法学部卒業。1986年京都大学法学研究科卒業。１年間同大学で助手として働いたのち、1989年から神戸市外国語大学外国語学部助教授。1993年に大阪市立大学法学部助教授となり、1999年同大学教授。2010年4月から2015年3月までの５年間同大学の理事兼副学長を務めたのち、2015年からは同大学法学研究科教授。

## 著書[1]

### 単著
- 『民主主義の国際法』有斐閣、2001年、ISBN	4641046107
- 『人間の安全保障と世界銀行-役割と限界』日本評論社、2007年

### 共著
- 桐山孝信、杉島正秋、船尾章子 編著『転換期国際法の構造と機能 : 石本泰雄先生古稀記念論文集』国際書院、2000年、ISBN	487791093X
- 浅田正彦、桐山孝信『二一世紀国際法の課題 : 安藤仁介先生古稀記念』有信堂高文社、2006年
- 家正治、小畑郁、桐山孝信 編『国際機構』世界思想社、2009年、ISBN	9784790714422
- 浅田正彦、柴田明穂、村上正直他『国際法』世界思想社、2011年
- 家正治、岩本誠吾、桐山孝信、戸田五郎、西村智朗、福島崇宏 著『国際関係』世界思想社、2014年、ISBN	9784790716402
- 家正治、末吉洋文、桐山孝信、岩本誠吾、戸田五郎 共著『国際紛争と国際法』嵯峨野書院、2015年、ISBN	9784782304792
- 松井芳郎、富岡仁、坂元茂樹、薬師寺公夫、桐山孝信、西村智朗 編集委員『21世紀の国際法と海洋法の課題』東信堂、2016年、ISBN	9784798914039
- 中村浩爾、桐山 孝信, 山本健慈 編『社会変革と社会科学 : 時代と対峙する思想と実践』昭和堂 、2017年、ISBN	9784812216248

### 翻訳
- カレン・A.ミングスト、マーガレット・P.カーンズ [著]、家正治、桐山孝信 監訳『ポスト冷戦時代の国連』世界思想社、1996年、ISBN	4790706338